# Adrian Heath
Adrian Paul Heath (Newcastle-under-Lyme, 11 gennaio 1961) è un allenatore di calcio ed ex calciatore inglese, di ruolo centrocampista.

## Carriera

### Calciatore
Heath sin da bambino è stato un tifoso dello Stoke City e iniziò la sua carriera professionistica proprio in questo club. Nel gennaio del 1982, dopo 95 presenze, passò all'Everton per l'allora considerevole cifra di 700000 £. Nella stagione 1983-1984 fu il miglior marcatore del club con 18 reti totali.
Dopo sei campionati spesi con la maglia dell'Everton, Heath cominciò a cambiare spesso squadra, militando anche in Spagna nelle file dell'Espanyol. Nel 1997, a 36 anni, Heath decise di ritirarsi dall'attività agonistica.

### Allenatore
Heath iniziò la sua carriera da allenatore come allenatore-giocatore del Burnley nel marzo del 1996. Al termine della stagione 1996-97 lasciò il club dopo aver concluso al nono posto il campionato di Second Division. Due anni dopo venne ingaggiato dallo Sheffield United, ma abbandonò questa avventura dopo appena cinque mesi.
Heath ha lavorato anche al Sunderland, al Leeds United e al Coventry City insieme all'ex-compagno di squadra Peter Reid. Quando Reid lasciò la panchina del Coventry a inizio 2005, Heath prese il suo posto. Lascerà questo club solo nel 2007, quando venne ingaggiato come nuovo manager Iain Dowie.
Nel febbraio del 2008 Heath è diventato allenatore della compagine statunitense degli Austin Aztex FC, che nel 2011 si è trasferita in Florida cambiando il proprio nome in Orlando City Soccer Club.

## Palmarès

### Giocatore

#### Competizioni nazionali
- Campionato inglese: 2

Everton: 1984-1985, 1986-1987
- Coppa d'Inghilterra: 1

Everton: 1983-1984
- Charity Shield: 4

Everton: 1984, 1985, 1986, 1987

#### Competizioni internazionali
- Coppa delle Coppe: 1

Everton: 1984-1985